# Nils Granfelt
Nils Daniel Granfelt (17. februar 1887 – 21. juli 1959) var en svensk gymnast som deltog i OL 1912 i Stockholm.
Granfelt blev olympisk mester i gymnastik under OL 1912 i Stockholm. Han var med på det svenske hold som vandt holdkonkurrencen for hold i svensk system. Hold fra tre nationer var med i konkurrencen, der blev afholdt på Stockholms Stadion.
Han var lillebror til Erik Granfelt og storebror til Hans Granfelt samt onkel til fægteren Nils Rydström — alle tre ligeledes olympiske deltagere.